# Jaguar XJ13
Jaguar XJ13 — прототип гоночного автомобіля, розробленого інженерним директором Jaguar Вільямом Хейнсом для змагань у Ле-Мані в середині 1960-х років.

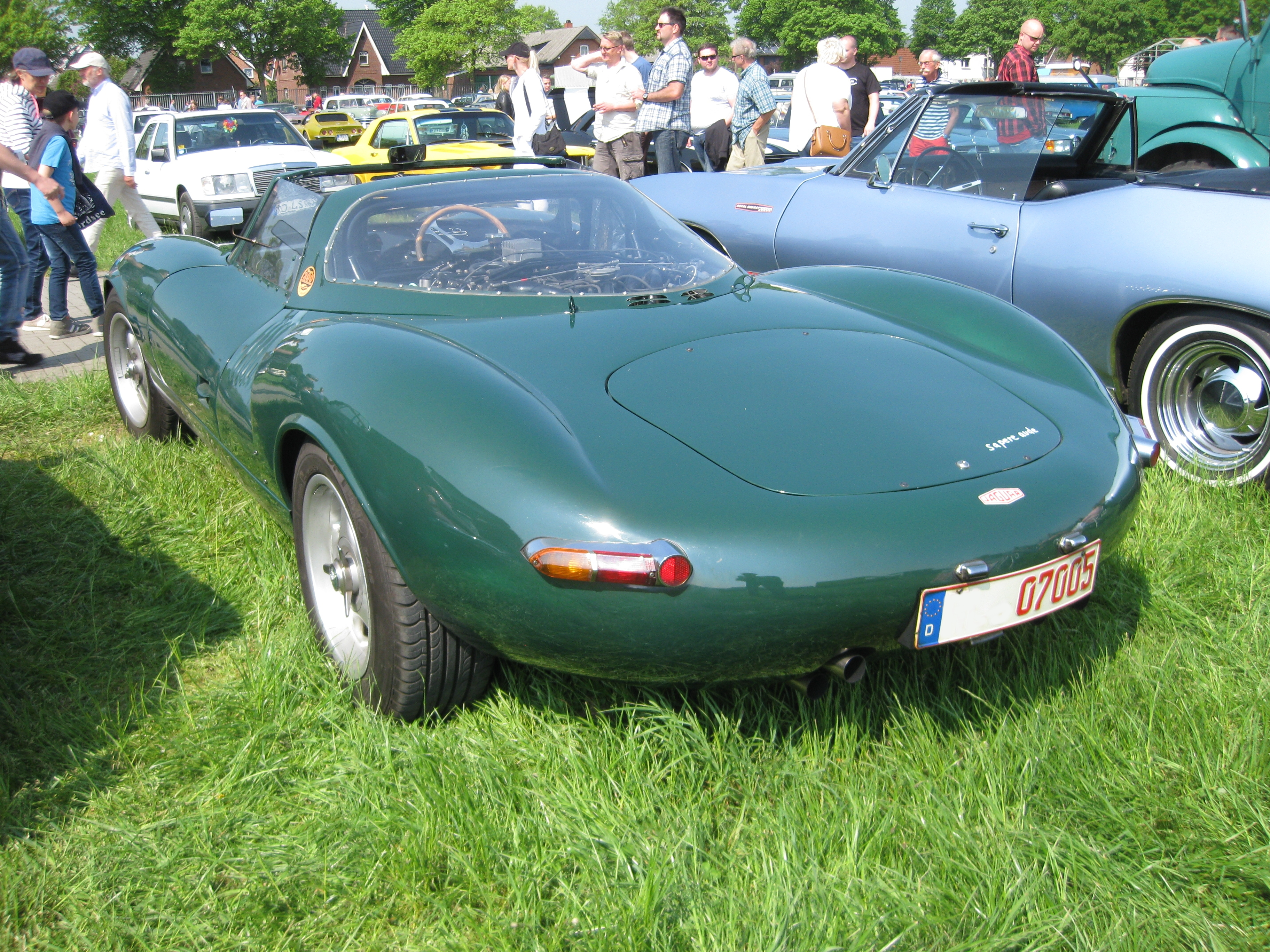

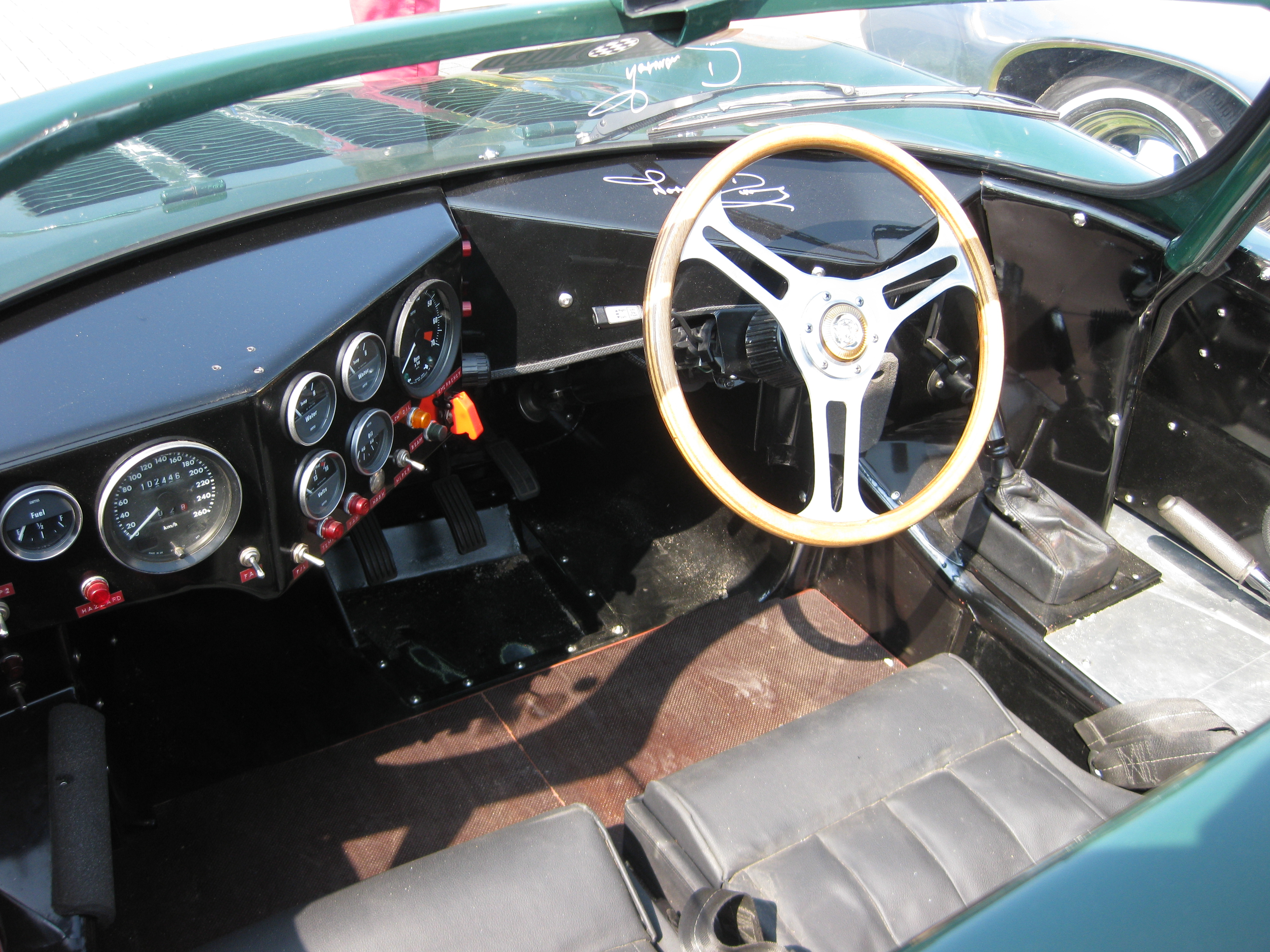

Він ніколи не брав участь у гонках, і був виготовлений лише в одному екземплярі. Автомобіль не був офіційно оцінений, але в 1996 році власники відхилили пропозицію в 7 мільйонів фунтів стерлінгів. На той час це було більш ніж у 3 рази дорожче за Ferrari 250 GTO.

## Двигун
- 5.0 L DOHC 60 Degree V12 502 к.с.